# 克雷亨溫克爾瓦爾德湖

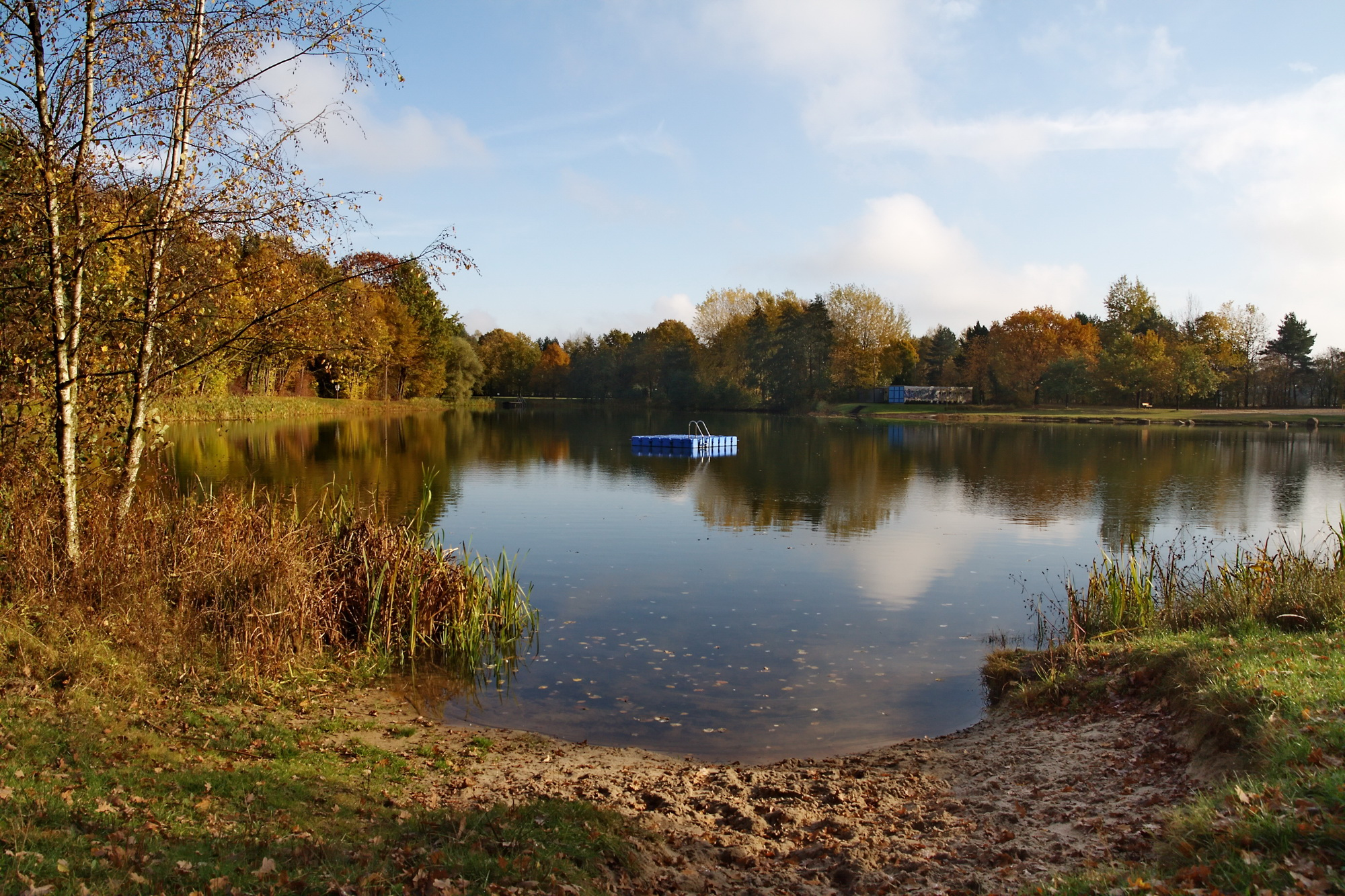

52°28′25″N 9°45′27″E / 52.47361°N 9.75750°E
克雷亨溫克爾瓦爾德湖（德語：Waldsee Krähenwinkel），是德國的湖泊，位於該國西北部，由下薩克森州負責管轄，處於朗根哈根，長0.2公里，面積0.02平方公里，平均水深3.5米，最大水深7.5米。